# Пригоди Тома Соєра і Гекльберрі Фінна
«Пригоди Тома Соєра і Гекльберрі Фінна» (рос. «Приключения Тома Сойера и Гекльберри Финна») — радянський художній фільм 1981 року. Фільм був знятий в Херсонській області Бериславському районі.

## Сюжет
Фільм знятий за повістю Марка Твена «Пригоди Тома Соєра». Том Соєр і його вірний друг, бездомний Гек Фінн, шукають пригоди. Вночі на кладовищі вони стають свідками вбивства, здійсненого індіанцем Джо, з яким їм прийдеться зустрітися в пошуках скарбу.

## В ролях
- Федір Стуков — Том Сойер'
- Владислав Галкін (в титрах вказаний як Владік Сухачов) — Гекльберрі Фінн (кінодебют)
- Марія Миронова — Беккі Тетчер (кінодебют)
- Ролан Биков — Меф Поттер
- Катерина Васильєва — тітка Поллі
- Валентина Шендрикова — вдова Дуглас
- Талгат Нігматулін — індіанець Джо (озвучування Микола Караченцов)
- Всеволод Абдулов — вчитель Волтерс
- Володимир Конкін — лікар Робінсон
- Борис Зайденберг — суддя Тетчер
- Федір Одиноков — фермер
- Віктор Павлов — шериф
- Ігор Сорін (в титрах вказаний як Ігор Райберг) — Джо Гарпер
- Валерій Рубінчик — адвокат
- Володимир Жариков
- Лев Перфілов — пастор
- Каріна Морітц — Мері, сестра Тома Сойера (озвучувала Наталія Ричагова)

## Цікава інформація
Конкурс на виконання головної ролі, оголошений «Піонерською правдою», виграв юний Ігор Райберг (в майбутньому відомий співак Ігор Сорін). Але за наполегливим проханням Микити Михалкова режисер фільму Станіслав Говорухін був вимушений взяти на роль Тома Сойера іншого актора — Федю Стукова. Райбергу, як розрада була запропонована коротенька роль Джо Гарпера. Примітно, що в квітні 2011 року в інтерв'ю журналу «ТВ ПАРК» Говорухін категорично спростував цю інформацію.
В школі, яку відвідує Том, на стіні класу (над головою містера Доббінса) написано «Knowledge is Power» (культовий в СРСР лозунг «Знання — сила», що приписується Френсісу Бекону або Томасу Гоббсу).
Знайомлячись з Беккі, Том дарує їй яблуко і пише на своїй дошці фразу «Візьміть, будь ласка, в мене є ще». Всі написи у фільмі робились англійською, і ця фраза виглядає приблизно так: «Take is please. I have come …» (sic!). Останнє слово у фразі залишилось за кадром.
Місця зйомок: Одеса, Сухумі, кавказькі села, село Львово під Херсоном. Епізод в печері знімали в Новоафонській печері в Грузії.